# La Catrina
Originalmente llamada La Calavera Garbancera, es una figura creada por el artista mexicano José Guadalupe Posada y bautizada tiempo después como La Catrina por el muralista Diego Rivera.

## Antecedentes

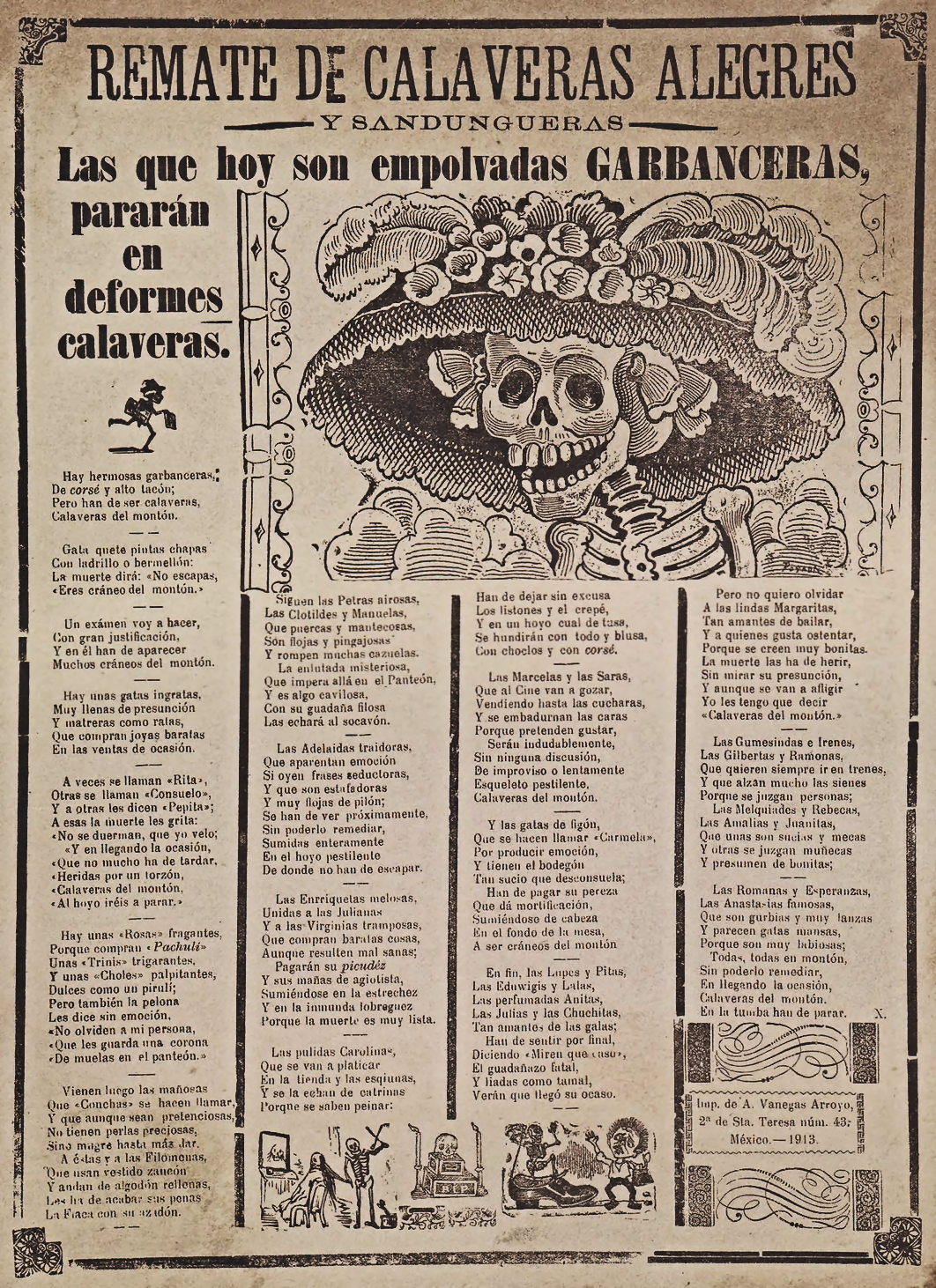
La Catrina o La Calavera Garbancera (1913).

La historia de La Catrina empieza durante los gobiernos de Benito Juárez, Sebastián Lerdo de Tejada y Porfirio Díaz. En estos periodos se empezaron a popularizar textos escritos por la clase media que criticaban tanto la situación general del país como la de las clases privilegiadas. Los escritos, redactados de manera burlona y acompañados de dibujos de cráneos y esqueletos, empezaron a reproducirse en los periódicos llamados de combate. Estas eran calaveras vestidas con ropas de gala, bebiendo pulque, montadas a caballo, en fiestas de la alta sociedad o de un barrio. Todas para retratar la miseria, los errores políticos, la hipocresía de una sociedad, como es el caso de “La Catrina”.
La palabra "catrín" definía a un hombre elegante y bien vestido, acompañado de alguna dama con las mismas características; este estilo fue una imagen clásica de la aristocracia mexicana de fines del siglo XIX y principios del XX. Es por ello que, al darle una vestimenta de ese tipo, Diego Rivera convirtió en su obra a “La Calavera Garbancera” en “La Catrina”, diseñada en Aguascalientes.[cita requerida]

### Origen
El origen de La Catrina comenzó a raíz de que en la época de las administraciones de Benito Juárez, Sebastián Lerdo de Tejada y Porfirio Díaz, existían escritos satíricos en los que se burlaban de las clases privilegiadas y de la situación que se vivía en México, los cuales estaban acompañados de dibujos de cráneos y esqueletos.
Durante los gobiernos de Benito Juárez, Sebastián Lerdo de Tejada y Porfirio Díaz, las imágenes de esqueletos y calaveras eran una forma común de denuncia y de crítica social en las publicaciones de la época que usaron varios caricaturistas como Constantino Escalante, Santiago Hernández y Manuel Manilla.
La versión original es un grabado en metal con autoría del caricaturista José Guadalupe Posada. El nombre original es Calavera Garbancera. «Garbancera» es la palabra con la que se conocía entonces a las personas que vendían garbanzo y que teniendo sangre indígena pretendían ser europeos, ya fueran españoles o franceses (este último más común durante el Porfiriato) y renegaban de su propia raza, herencia y cultura.

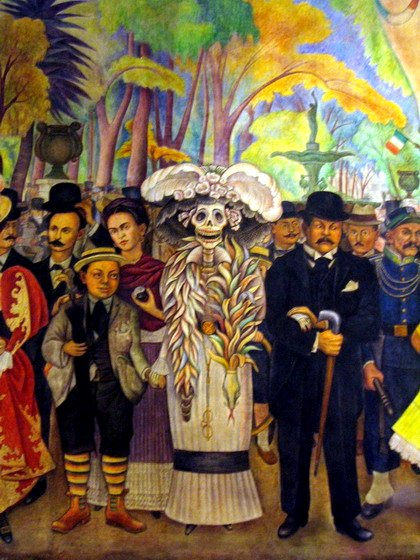
Detalle del mural Sueño de una tarde dominical en la Alameda Central. A la izquierda de La Catrina, Diego Rivera (niño) y Frida Kahlo; a la derecha, José Guadalupe Posada.

Esto se hace notable por el hecho de que la calavera no tiene ropa sino únicamente el sombrero; desde el punto de vista de Posada, es una crítica a muchos mexicanos del pueblo que son pobres, pero que aun así quieren aparentar un estilo de vida europeo que no les corresponde.

«...en los huesos pero con sombrero francés con sus plumas de avestruz».

Diego Rivera fue quien le dio el atuendo porfiriano con una estola emplumada que representa a Quetzalcóatl, al plasmarla en su mural 'Sueño de una tarde dominical en la Alameda Central', donde la calavera aparece con su creador, José Guadalupe Posada y una versión infantil de Rivera y con Frida Kahlo. El mural fue pintado al fresco en 1947, mide 4,7 x 15,6 m y tiene un peso de 35 t, incluyendo una estructura metálica que lo refuerza. Originalmente fue realizado por Rivera para un hotel muy importante en el Centro Histórico de la Ciudad de México, el Hotel del Prado (destruido en los sismos de 1985), y actualmente está ubicado en el Museo Mural Diego Rivera, creado especialmente para preservar el mural, considerado uno de los más conocidos visualmente de la fructífera etapa del muralismo mexicano.
Las Catrinas también estuvieron acompañadas en los periódicos por las famosas calaveras. Las calaveras literarias son composiciones en verso tradicionalmente mexicanas que en vísperas del Día de Muertos se suelen escribir como otra de las manifestaciones de la cultura popular para hacer burla tanto a los vivos como a los muertos, y recordar que todos nos vamos a morir. Están escritas con un lenguaje satírico o burlesco y son textos muy breves pero que reflejan todo el espíritu y festividad del mexicano frente a la muerte. Hoy en día se acostumbra que los niños en la escuela hagan burla o crítica de algún personaje o situación de interés general o moda con este formato.
José Guadalupe Posada apuntó: "La muerte es democrática, ya que a fin de cuentas, güera, morena, rica o pobre, toda la gente acaba siendo calavera". A pesar de ello, las calaveras que él imaginó y grabó están vivas en el imaginario de México.

## Actualidad

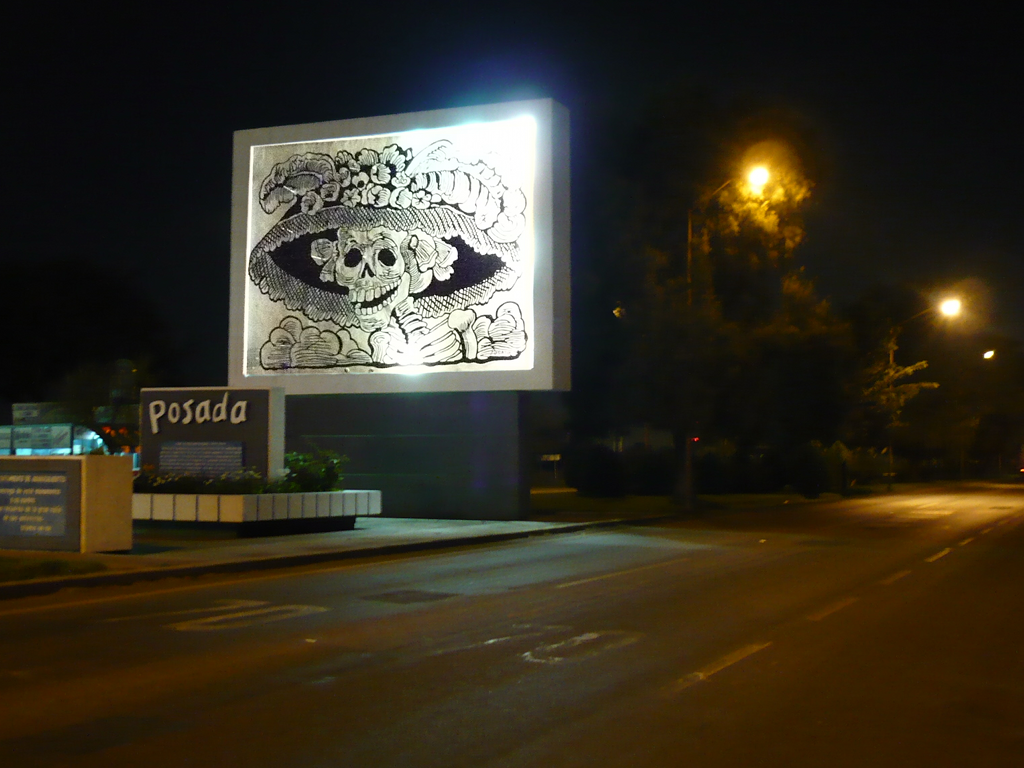
Imagen de la Catrina en Aguascalientes.

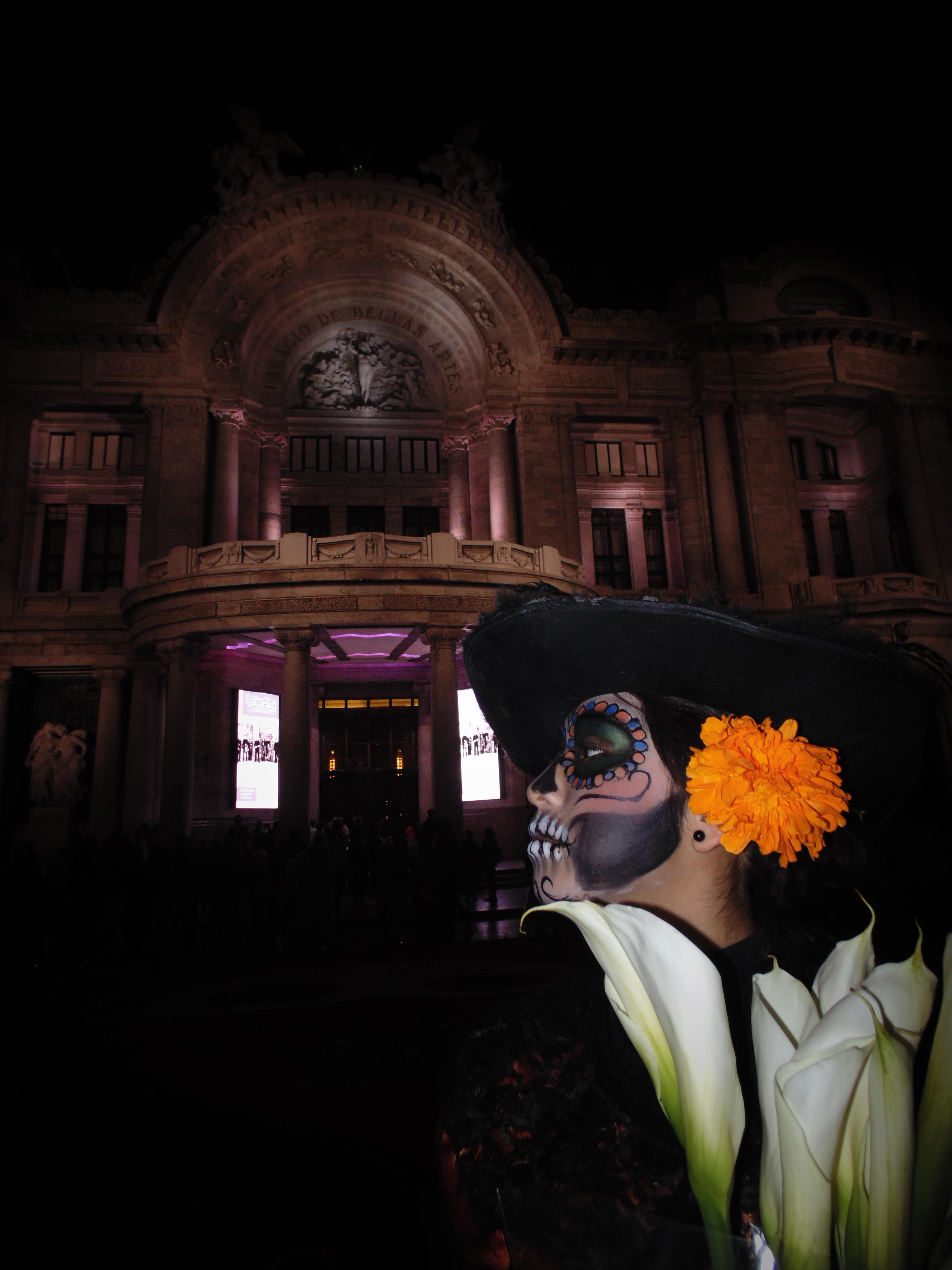
Catrina en el Palacio de Bellas Artes.

Hoy en día, la Catrina, siendo una invención popular, se ha vuelto un artefacto popular y ha salido de los límites del lienzo o el grabado para ser parte de la cultura viva mexicana, de sus usos y costumbres, parte de “lo mexicano” y de su posición frente a la muerte. Se la observa, se la acerca, se la hace parte de su entorno, de su arte y es una artesanía que simboliza el mestizaje. Se ha vuelto artesanía que resalta la riqueza formal y espiritual del país.
La imagen de la Catrina se está convirtiendo en la imagen mexicana por excelencia como representación 
de la muerte y/o los difuntos; y es cada vez más común verla plasmada como parte de celebraciones de Día de Muertos a lo largo de todo el país, e incluso ha traspasado la imagen bidimensional y se ha convertido en motivo para la creación de artesanías, ya sea de barro u otros materiales, las cuales dependiendo de la región pueden variar un poco en su vestimenta e incluso su famoso sombrero, pero que igual se les ha dado en llamar "catrinas". La Catrina, en el siglo XXI, es un producto de la globalización.
Fue creada en la ciudad de Aguascalientes y ha sido imagen cultural y popular, al grado que se ha colocado un monumento en la principal entrada a la ciudad, y además, junto con el "Cerro del Muerto" es la anfitriona y figura principal de la Feria de las calaveras celebrada anualmente en torno al Día de Muertos.
En 2001, la Catrina protagonizó el cortometraje animado Hasta los huesos, del director René Castillo. En él, la figura aparece en el escenario de un cabaret del inframundo, ataviada con la indumentaria con la que aparece en el mural de Rivera, interpretando una versión de "La Llorona" con la voz de la cantante Eugenia León. Al terminar su número, la Catrina saca a bailar a un joven que recién acaba de morir. La pareja baila un danzón frente a la concurrencia, formada por decenas de calaveras de todas las edades.
En 2010 la Catrina cumplió 100 años de haber sido creada por José Guadalupe Posada, por lo cual se hizo un cortometraje alusivo al centenario de esta, llamado La Catrina en trajinera. En este se puede ver a las personas ilustres de Xochimilco como son Juan Badiano, Fernando Celada Miranda, José Farías Galindo, Francisco Goitia y a Quirino Mendoza y Cortés rindiendo homenaje a la Catrina por sus 100 años en los canales de Xochimilco. Sus realizadores, de acuerdo con el cortometraje, son Sergio Laurel, Gustavo Ríos, León Francisco Coronado y es protagonizado por Paulina Cervantes. La producción se encuentra basada en el cuento "La Catrina en Trajinera".
En los Festejos del Bicentenario de la Independencia de México, la Catrina fue una de las figuras que desfiló por las avenidas de la Ciudad de México. Su imagen fue proyectada sobre la fachada de la Catedral Metropolitana.
En 2010, durante la final nacional de Nuestra Belleza México 2010, el traje típico ganador fue el de La Catrina, un llamativo traje de color fucsia portado por Tiaré Oliva, representante del estado de Sinaloa. El traje fue presentado en Miss Universo 2011 portándolo Karin Ontiveros, Nuestra Belleza México 2010, donde estuvo a punto de ganar como el mejor traje típico nacional de Miss Universo al ocupar el segundo lugar en las votaciones de todo el mundo a través de internet.

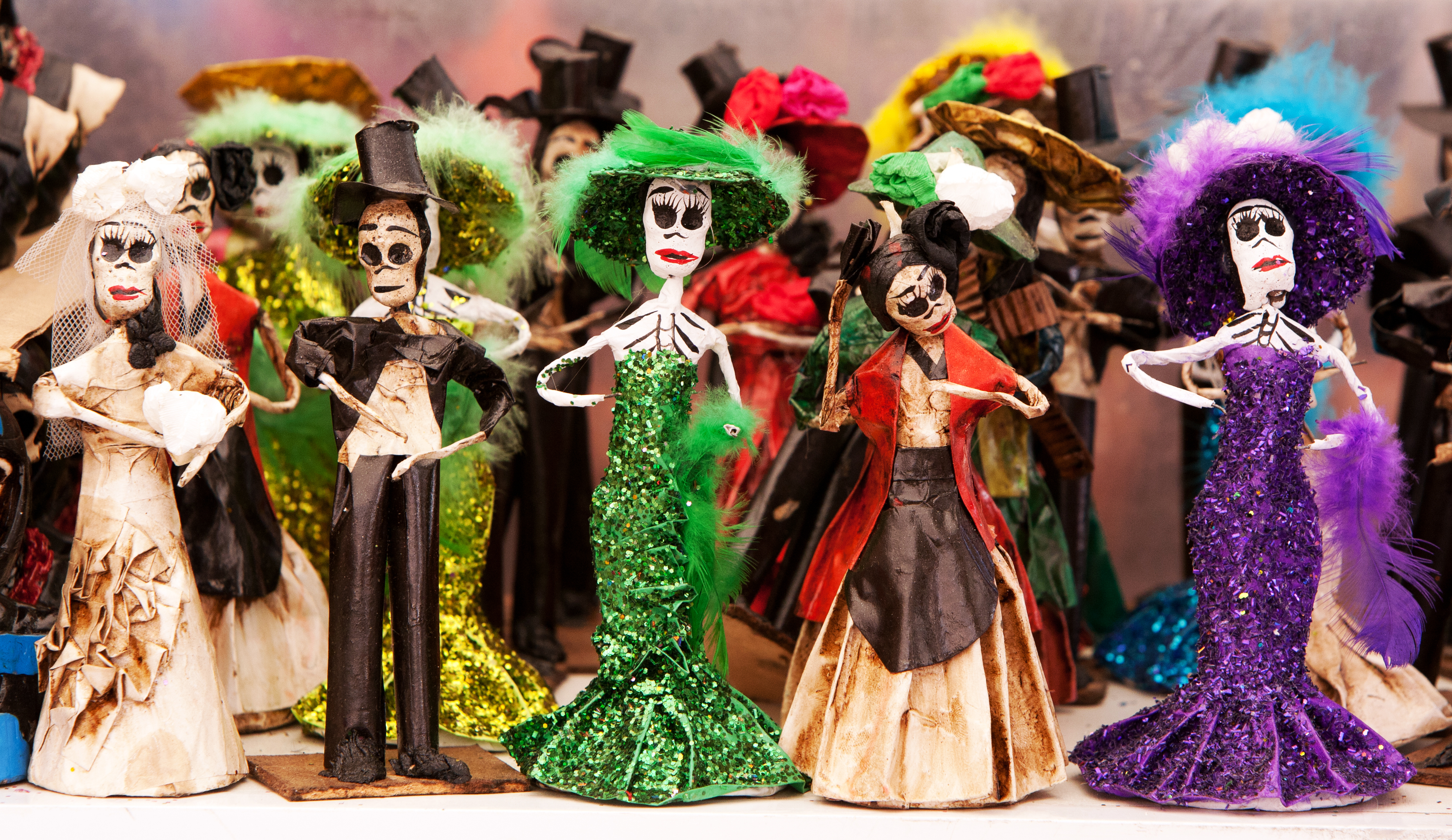
Figuras de papel maché de la Catrina

En 2012, el Ayuntamiento de la ciudad de Aguascalientes organizó, en colaboración con la agencia de fotografía y editorial Cuartoscuro, el Concurso Nacional de Fotografía "La Muerte", en el marco de los 100 años de historia de "La Catrina". El concurso tuvo una participación de más de 950 trabajos (entre series fotográficas y trabajos individuales) que tuvieron como ganador al fotógrafo saltillense Jetzabé Antonio Muzquiz Carreón. El fotógrafo Pedro Valtierra, fundador de la agencia Cuartoscuro, entregó el premio en una ceremonia celebrada en la capital hidrocálida en octubre de ese mismo año.
Las artes plásticas han modificado la perspectiva tradicional de la Catrina, y se dibuja o esculpe una nueva modelación de esta. Se utilizan diversos materiales y se crean parodias de personajes que van la mayoría de las veces con el folclore mexicano, de acuerdo a la visión del artista-cliente.
En 2014, la Catrina fue la protagonista de la película El libro de la vida.
En 2015, en Ciudad de México, se organizó por primera vez un magno desfile de Catrinas, el cual tuvo un éxito rotundo que se ha repetido anualmente en esa ciudad, y a la par, se ha multiplicado por múltiples ciudades y pueblos de México, haciéndose cada vez más popular las Catrinas en el país.
En 2015 la apertura de la película Spectre, sobre el popular agente James Bond, popularizó los desfiles de catrinas y catrines, diseños de maquillaje en los rostros y parafernalia afín; reconfigurando de forma muy novedosa las festividades de estas celebraciones (todo un carnaval circense), haciendo de ello un atractivo turístico en la capital del país y que ahora parece realizarse en los mayores Estados de la República Mexicana.
En 2017, la Catrina aparece en el video de la canción "Hold Me Tight or Don't" de Fall Out Boy, parte del álbum Mania.
En 2017, la Catrina aparece dos veces en la serie mexicana de Netflix basada en la homónima saga de películas Las Leyendas.
En 2017, Disney estrenó la película animada Coco, en la que a los muertos se les ve representados como esqueletos, ya que en México 'La Catrina' es la imagen característica asociada a los difuntos.
En 2017, con el lanzamiento del videojuego Super Mario Odyssey, aparecen por primera vez en la serie los soltitlecos, esqueletos de colores con personalidad animada que viven en Soltitlan, Reino de las Arenas, un pequeño pueblo con gran inspiración estereotípica mexicana.
En 2020, la Catrina volvió a ser la protagonista en la película mexicana de animación La liga de los 5, la cual es retratada como una súper heroína que posee la habilidad de manipular huesos.
En 2021, la película animada televisiva Catalina la Catrina: Especial Día de Muertos fue estrenada, en donde este personaje creado por Canal 5 nuevamente resalta las tradiciones e importancia de esta festividad.